# Studios Churubusco

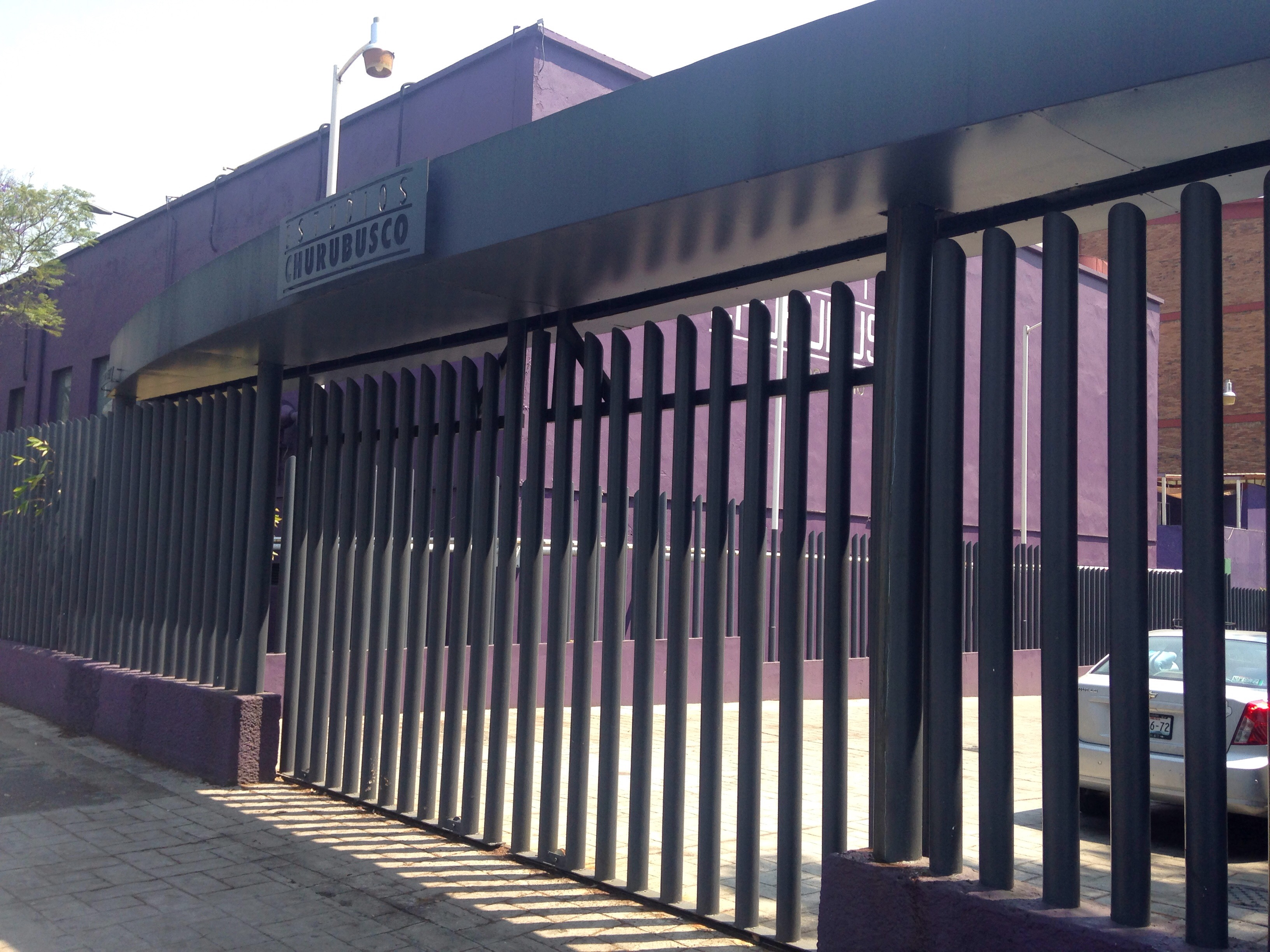
Entrées des Studios Churubusco, à Mexico.

Les Studios Churubusco Azteca (en espagnol Estudios Churubusco Azteca) est l’un des plus vieux et des plus grands complexes d'enregistrement cinématographique d’Amérique latine, localisés à Churubusco, au sud de Mexico.

## Historique
Les Studios Churubusco furent inaugurés en 1945 après un accord de 1943 entre RKO Pictures et Emilio Azcárraga Vidaurreta de Televisa. En 1950, il fut racheté par le gouvernement mexicain et fusionné avec les Studios et Laboratoires Azteca, pour former le complexe Churubusco Azteca. Depuis 1958, les studios sont sous contrôle d’État.